# 鬼屋
鬼屋（英語：Haunted house），指的是一類带有鬼魂、傳說、靈異等超自然現象的建築物。通常被认为居住着死者的无形灵魂，这些灵魂可能是以前的居民或与以前的财产有其他联系，死者被认为在建筑物中曾遭受过暴力或悲惨事件，如谋杀、意外死亡或自杀。
鬼屋是世界上最常见的超自然信仰之一，根据本杰明·拉德福德（Benjamin Radford）在他的书《调查幽灵：对灵魂的科学搜索》（Investigation Ghosts： The Scientific Search for Spirits）中的说法。他说，几乎每个城镇都至少有一个“闹鬼”的地方，而且，尽管进行了100多年的调查，但还没有一个“关于鬼魂的可证实的事实”，许多被认为闹鬼的地方故意处于破旧状态，拥有剥落的墙纸、旧地毯和古董装饰。根据欧文·戴维斯（Owen Davies）的书《闹鬼：鬼魂的社会史》（The Haunted： A Social History of Ghosts），“几个世纪以来，最虔诚的鬼魂信徒都认识到许多鬼魂都是骗局。。
当人们经历单调、黑暗、寒冷、饥饿、疲劳、恐惧和睡眠不足时，就会发生感觉存在效应，即房间里有其他人在场的感觉。根据科学作家特伦斯·海因斯（Terence Hines）的说法，寒冷、吱吱作响的声音和奇怪的噪音通常存在于任何家庭中，尤其是较旧的家庭，“这些噪音很容易被那些倾向于想象家中已故房主人的人误认为是脚步声。
持怀疑态度的调查员乔·尼克尔（Joe Nickell）写道，在他调查的大多数情况下，他发现了对困扰现象的合理解释，例如物理幻觉，醒着的梦和记忆的影响。根据尼克尔的说法，暗示的力量以及确认偏见在被感知到的闹鬼中起着重要作用。他指出，随着房子、旅馆或其他地方被认为是闹鬼的，随着越来越多的幽灵遭遇被报道，当人们期待超自然事件时，他们往往会注意到可以确认他们期望的情况。
毒理学家阿尔伯特·唐内（Albert Donnay）认为，长期接触一氧化碳、杀虫剂和甲醛等物质会导致与鬼屋相关的幻觉。唐奈推测了维多利亚时代和二十世纪初煤气灯的流行与鬼魂目击和闹鬼的故事之间的联系，将其描述为“鬼屋综合症”。唐奈说，至少从1920年代开始，一氧化碳中毒就与鬼屋有关。他引用了1921年的一篇期刊文章，讲述了一个家庭声称闹鬼，因为他们患有头痛，幻听，疲劳，忧郁和其他症状，这些症状也与一氧化碳中毒有关。在一个现代的例子中，播客《哦不，罗斯和嘉莉！》的作家兼联合主持人凯莉·波比（Carrie Poppy）确信她住在鬼屋里。她觉得自己被恶魔盯着，胸口受压，幻听。在一个持怀疑态度的超自然现象调查员论坛上，有人建议她调查一氧化碳中毒。当天然气公司到达时，发现了不安全的一氧化碳水平。

## 参看
- 鬼屋 (游乐设施)（日语：お化け屋敷）